# Parodynerus rufipes
Parodynerus rufipes är en stekelart som först beskrevs av Félix Édouard Guérin-Méneville 1831.  Parodynerus rufipes ingår i släktet Parodynerus och familjen Eumenidae. Inga underarter finns listade i Catalogue of Life.